# Sanaa Mandar
Sanaa Mandar, née le 8 janvier 1988, est une samboïste et judokate marocaine.

## Carrière
Sanaa Mandar remporte la médaille de bronze de l'Open de Casablanca en judo dans la catégorie des moins de 70 kg. Elle perd le match pour la médaille de bronze dans cette même catégorie contre l'Algérienne Amina Belkadi aux Championnats d'Afrique de judo 2016 à Tunis.
Elle est médaillée d'or dans la catégorie des moins de 68 kg aux Championnats d'Afrique de sambo 2018 à Hammamet ainsi qu'aux Championnats d'Afrique de sambo 2019 à Casablanca puis dans la catégorie des moins de 65 kg aux Championnats d'Afrique de sambo 2021 au Caire, aux Championnats d'Afrique de sambo 2022 à Yaoundé ainsi qu'aux Jeux africains de 2023 (en sport de démonstration), aux Championnats d'Afrique de sambo 2024 au Caire.
Aux Championnats d'Afrique de sambo 2025 à Conakry, elle est médaillée d'or en sambo de combat en moins de 68 kg ainsi qu'en sambo de plage en moins de 72 kg.